# キャリン・ホワイト
キャリン・ホワイト（Karyn White、1965年10月14日 - ）は、アメリカ合衆国カリフォルニア州ロサンゼルス出身のソウル/R&B歌手。

## プロフィール
本名はKaryn Layvonne White。1986年にジェフ・ローバーのアルバム『プライヴェイト・パッション』でボーカルとして参加後に、1988年にワーナー・ブラザース・レコードからアルバム『キャリン・ホワイト』（ベイビーフェイスのプロデュース）でソロ・デビュー。シングル「スーパーウーマン」などがヒットした。
1991年にジャム&ルイスのプロデュースによる『リチュアル・オブ・ラヴ』からのシングル「ロマンティック」が全米1位、1992年にそのジャム&ルイスのテリー・ルイスと結婚。1994年にはアルバム『ドゥ・ライト』をリリースした。

## ディスコグラフィ

### スタジオ・アルバム
- 『キャリン・ホワイト』 - Karyn White (1988年、Warner Bros.)
- 『リチュアル・オブ・ラヴ』 - Ritual of Love (1991年、Warner Bros.)
- 『ドゥ・ライト』 - Make Him Do Right (1994年、Warner Bros.)
- 『カルペ・ディエム シーズ・ザ・デイ』 - Carpe Diem (2012年、KW Enterprise / Lightyear)
- 『ゲイル&ザ・ストーム』 - Gale & The Storm (2017年、KW Enterprise)

### コンピレーション・アルバム
- 『キャリン・ホワイト・ベスト!』 - Sweet & Sensual (1995年、WEA Japan)
- Superwoman: The Best of Karyn White (2007年、Shout! Factory)

### シングル
- 「ザ・ウェイ・ユー・ラヴ・ミー」 - "The Way You Love Me" (1988年)
- 「スーパーウーマン」 - "Superwoman" (1988年)
- "Love Saw It" (1989年) ※with ベイビーフェイス
- "Secret Rendezvous" (1989年)
- "Slow Down" (1989年)
- "Secret Rendezvous" (1989年) ※再発
- "The Way You Love Me" (1989年) ※再発
- 「ロマンティック」 - "Romantic" (1991年)
- 「ザ・ウェイ・アイ・フィール・アバウト・ユー」 - "The Way I Feel About You" (1991年)
- "Walkin' the Dog" (1992年)
- "Do Unto Me" (1992年)
- 「HUNGAH〜愛に渇いて」 - "Hungah" (1994年)
- 「あなたのそばにいたいから」 - "Can I Stay with You" (1994年)
- "I'd Rather Be Alone" (1995年)
- "Sista, Sista" (2012年)
- "Unbreakable" (2012年)

## 参照
- キャリン・ホワイト(KARYN WHITE) - アーティスト情報 - P-VINE,Inc.